# Lucio Villari
Lucio Villari (Bagnara Calabra, 26 agosto 1933 – Roma, 16 marzo 2025) è stato uno storico italiano.

## Biografia
Nato nel 1933 a Bagnara Calabra, nella provincia di Reggio Calabria, si era laureato all'Università di Messina e poi specializzato nel secolo XVIII all'Istituto di Studi storici di Napoli sotto la guida di Federico Chabod. Nel solco degli studi napoletani inaugurati da Benedetto Croce, Villari ha pubblicato il suo primo saggio a tema settecentesco, Il pensiero economico di Antonio Genovesi (Le Monnier, 1958).
È stato docente di storia contemporanea presso l'Università degli Studi Roma Tre. Ha scritto numerosi saggi sulla storia dal Settecento al Novecento, in particolare sull'Unità d'Italia e sulle idee e sulla vita sociale del mondo occidentale di quel periodo.
Ha collaborato, inoltre, con alcuni quotidiani, soprattutto con La Repubblica. Tra i temi trattati si ricordano: Rivoluzione francese, la nascita e l'affermazione del capitalismo e l'Italia del Risorgimento, Niccolò Machiavelli. 
Nel 1980 ha partecipato al film La terrazza, di Ettore Scola, nel quale interpretava il ruolo del "padrone di casa".
Nel 1986 ha curato la riduzione, l'adattamento teatrale e la regia di un classico della letteratura francese dell'Illuminismo: le Lettere persiane di Montesquieu, interpretato da Pino Micol (nel ruolo del protagonista), Mario Toccacelli, Elisabetta Carta, Caterina Vertova, Ezio Marano, con musiche di scena tratte da Les Indes Galantes di Jean-Philippe Rameau (eseguite al clavicembalo da Sophie le Castel), prodotto dal Teatro Stabile di Roma e andato in scena nel mese di febbraio, al Ridotto di Venezia, in occasione del Carnevale.
Nelle elezioni europee del 1999 è stato candidato come parlamentare europeo della circoscrizione "Italia centrale" nella lista I Democratici promossa da Romano Prodi.
Nel 2001 ha vinto il Premio Estense per il suo Niccolò Machiavelli. Nel 2011 ha vinto il Premio Benedetto Croce per il volume Bella e Perduta. L'Italia del Risorgimento. 
È stato ospite e membro del comitato scientifico dei programmi televisivi Rai 3 Il tempo e la storia dal 2013 al 2017 e Passato e presente.
È stato iscritto all'Associazione Nazionale Partigiani d'Italia (ANPI). Il 25 aprile 2015, in occasione del 70° anniversario della Liberazione, ha tenuto il discorso celebrativo al Piccolo Teatro di Milano alla presenza di Sergio Mattarella.
Era fratello di Rosario Villari, anch'egli storico.
Il suo amore per le arti è stato alimentato da solide amicizie con Eduardo De Filippo, Ettore Scola, Marcello Mastroianni e Lino Patruno.
Sergio Mattarella lo ha ricordato con una nota di cordoglio.
Le esequie sono state celebrate il 19 marzo da Matteo Maria Zuppi nella Basilica di Santa Croce al Flaminio.

## Premi e riconoscimenti
- 2001: Premio Estense;[14]
- 2011: Premio Benedetto Croce.

## Opere
- Il pensiero economico di Antonio Genovesi, Firenze, Le Monnier, 1958.
- Per una biografia di Luigi Einaudi, Roma, Elsinore, 1963.
- Liberismo e protezionismo. Lezioni di storia economica, Roma, E. De Santis, 1966.
- Storia universale illustrata, XIII, Capitalismo e imperialismo nel mondo occidentale, Milano, Fabbri, 1971.
- Il capitalismo italiano del Novecento, Roma-Bari, Laterza, 1972; 1992.
- Ciclo di conferenze su teoria e storia dell'economia, III, La guerra imperialistica e la crisi economica post-bellica, Bologna, s.n., 1974.
- La società nella storia. Corso di storia per la scuola media inferiore, con Rosario Villari, 3 voll., Firenze, Sansoni, 1977; 1979; 1980.
- Weimar. Lotte sociali e sistema democratico nella Germania degli anni Venti, a cura di, Bologna, Il Mulino, 1978.
- L'economia della crisi. Il capitalismo dalla "grande depressione" al "crollo" del '29, Torino, Einaudi, 1980.
- Confini e deserti. Storie del nostro tempo, Brescia, Shakespeare & Company, 1984.
- Settecento adieu. Cultura e politica nell'Europa dei lumi, Milano, Bompiani, 1985, Premio Nazionale Rhegium Julii per la Saggistica[15].
- Viaggi indifferenti, Milano, Bompiani, 1987.
- Settecento adieu. Dall'illuminismo alla Rivoluzione, Milano, Bompiani, 1989. ISBN 88-452-1384-6.
- Intervista di Lucio Caracciolo in 1789-1799. i dieci anni che sconvolsero il mondo, a cura di Giorgio Dell'Arti, 7 fascicoli, Roma, la Repubblica, 1989.
- Le avventure di un capitano d'industria, Torino, Einaudi, 1991, ISBN 88-06-12792-6; 2008, ISBN 978-88-06-19108-5.
- La roulette del capitalismo, Torino, Einaudi, 1995. ISBN 88-06-13840-5.
- La schiavitù dei moderni. Illuminismo e colonialismo: Raynal e Diderot, Roma, Edizioni associate, 1996. ISBN 88-267-0203-9.
- La rivoluzione francese raccontata da Lucio Villari, Roma-Bari, Laterza, 1997; 2000. ISBN 88-420-5270-1.
- Romanticismo e tempo dell'industria. Letteratura, libertà e macchine nell'Italia dell'Ottocento, Roma, Donzelli, 1999. ISBN 88-7989-460-9.
- L'insonnia del '900. Le meteore di un secolo, Torino, Paravia scriptorium, 2000; Milano, Bruno Mondadori, 2002; 2005. ISBN 88-395-6206-0.
- Niccolò Machiavelli, Casale Monferrato, Piemme, 2000. ISBN 88-384-4425-0.
- Il Risorgimento. Storia, documenti, testimonianze, a cura di, 8 voll., Roma, Gruppo editoriale L'Espresso, 2007.
- Bella e perduta. L'Italia del Risorgimento, Roma-Bari, Laterza, 2009. ISBN 88-420-9102-2.
- Introduzione a La guerra in Sicilia 1943. Storia fotografica, a cura di Ezio Costanzo, Catania, Le Nove Muse, 2009. ISBN 978-88-87820-43-0.
- Italiani. Storia e storie di un popolo dal 1861 ad oggi, con Corrado Augias, 12 DVD, Roma, La Repubblica-Espresso-ERI, 2010.
- Notturno italiano. L'esordio inquieto del Novecento, Roma-Bari, Laterza, 2011. ISBN 978-88-420-9752-5.
- Machiavelli. Un italiano del Rinascimento, Milano, Mondadori, 2013. ISBN 978-88-04-62875-0.
- America amara. Storie e miti a stelle e strisce, Roma, Salerno Editrice, 2013. ISBN 978-88-8402-878-5.
- La luna di Fiume. 1919: il complotto, Milano, Guanda, 2019, ISBN 978-88-235-2308-1.